# Stéphane François (football)
Pour les articles homonymes, voir Stéphane François (homonymie) et François.
Stéphane François, né le 11 avril 1976 à Marseille dans le 14e arrondissement, est un footballeur français international de beach soccer reconverti entraîneur.
Après une carrière de footballeur amateur, Stéphane François devient professionnel et international français de beach soccer. Il fait partie de la sélection remportant la Coupe du monde 2005 et faisant partie des meilleures équipes mondiales jusqu'à la fin des années 2000. Stéphanie François est alors reconnu comme parmi les meilleurs joueurs européen.
En 2011, Stéphane François devient sélectionneur de l'équipe de France de beach soccer, tout en restant joueur. Il fait remonter la sélection en Division A du Championnat d'Europe dès sa première année. En 2015, il est à la tête de l'équipe tricolore qui se qualifie pour la première super-finale européenne depuis sept ans. À l'été 2019, Stéphane François quitte son poste de sélectionneur national pour devenir entraîneur au sein du centre de formation de l'Olympique de Marseille.

## Biographie

### En club
Stéphane François grandit à Marseille et commence à jouer au football à l'âge de cinq ans à l'US des Cheminots marseillais puis au Burel FC. Après avoir débuté en senior à Burel, il rejoint l'USLL 1er canton en 1997 au niveau régional.
En janvier 2005, à trente ans et arrivant à la fin de sa carrière sur herbe, Stéphane François est sélectionné en équipe de France de beach soccer et signe dans le club italien de beach soccer, l'ASD Terranova Terracina. Il joue notamment avec Aldair, ex-international brésilien de football.
Fin 2005, alors compagnon de Cécile de Ménibus, Stéphane François s'entraîne avec l'équipe de l'Entente SSG évoluant en National. 
À l'été 2008, il rejoint le FC Martigues tout en pratiquant le beach soccer à côté, et travaillant au service des sports du Conseil départemental des Bouches-du-Rhône. Lors de la saison 2008-2009, il participe à dix-sept matchs de CFA, puis seulement cinq lors de la suivante. En 2010-2011, il joue en équipe réserve.   
En mars 2011, Stéphane François rejoint le Milano Beach Soccer pour disputer la première Coupe du monde des clubs. Il est le seul représentant français de l’épreuve mais ne s'engage avec le club milanais qu'uniquement pour cette compétition. Les Rossonero atteignent les quarts-de-finale et Stéphane François marque trois buts en cinq matchs. La même année, il remporte ses premiers titres en club avec l'ASD Terranova Terracina en réalisant le triplé Coupe-Championnat-Supercoupe.
En 2012, François est à nouveau contacté par le Milano BS pour participer avec le club lombard au Mundialito de Clubes 2012. Cette fois-ci, les Milanais ne passent pas le premier tour et Stéphane François ne score qu'une fois en trois matchs. Le Français évolue notamment aux côtés de l'ex-gardien brésilien international de football Nelson Dida.
En 2018, il évolue dans le club italien de Viareggio Beach Soccer.

### En équipe nationale (2005-2010)
Fin 2004, lors d'un match d’exhibition de beach soccer à Marseille, Stéphane François est repéré par le sélectionneur de l'équipe nationale de la discipline, Éric Cantona. En janvier 2005, il est sélectionné en équipe de France de beach soccer. « Avec mon équipe de beach j’étais sur la plage du Prado, Éric Cantona m’a demandé de venir faire un entraînement et depuis je n’ai plus quitté l’équipe ».
Dès sa première années au sein de l'équipe de France, il remporte la Coupe du monde 2005 et finit 3e de l'Euro Beach Soccer League. Stéphane François est élu meilleur joueur européen.
Lors du Mondial 2006, François et la France terminent à la dernière place du podium. Ils perdent auparavant en finale de Coupe d'Europe.
En 2007, le Français est reconnu pour la deuxième fois meilleur joueur européen, après son premier trophée deux ans auparavant, alors que la France est double vice-championne continentale (Championnat et Coupe d'Europe). Avec les Bleus, il termine quatrième de la Coupe du monde 2007.
Le défenseur tricolore est élu meilleur joueur de l'étape du championnat d’Europe 2008 jouée à Tignes. Les Bleus échouent en quart de finale du Mondial 2008 à Marseille.
Les Bleus ne se qualifient ensuite pas pour la Coupe du monde 2009.
En 2010, les Bleus échouent dans l'obtention d'un billet pour la Coupe du monde 2011. Les Bleus participent ensuite comme chaque année à l'Euro Beach Soccer League et sont relégués en seconde division. Éric Cantona quitte son poste de sélectionneur.

### Sélectionneur-joueur de beach soccer (2011-2019)
Fin 2010, Éric Cantona quitte son poste de sélectionneur de l'équipe de France de beach soccer. Alors capitaine de la sélection, Stéphane François se voit proposer le poste. En accord avec les joueurs cadres du moment, il continue aussi d'évoluer sur les terrains. En mars 2011, il compte 183 sélections en équipe nationale de beach soccer. Descendu en Division B, les Bleus réussissent à remonter dans l'élite européen dès sa première année.
L'année suivante, en Euro Beach Soccer League 2012, à la suite d'une modification des règlements de la compétition, la France est repêchée en première division pour l'année 2013, alors qu'elle est censée retourner en Division B. Aussi, la France manque sa place pour la Coupe du monde 2013.
En 2013, les Bleus participent à la Super-finale de promotion de l'EBSL en tant que derniers de Division A. Les Tricolores remportent tous leurs matchs et reste parmi l'élite la saison suivante.
En 2014, les Bleus ne se qualifient ni pour la phase finale de l'Euro Beach Soccer League 2014, en terminant neuvième (à un seul point de la qualification), ni pour la Coupe du monde 2015.
Mi-avril 2015, la FFF décide de mettre fin à l’Équipe de France de Beach Soccer. Après avoir rencontré Noël Le Graët, président de la FFF, avec Stéphane François, Alain Porcu, président de la Ligue de la Méditerranée et chef de délégation de la sélection, obtient que l'équipe nationale continue d'exister jusqu'à la fin de son mandat à la tête de la Ligue Méditerranée, en 2016. L'année 2015 est une saison de transition sans qualification pour la Coupe du monde. Stéphane François intègre et teste de nouveaux joueurs. L'objectif est de se maintenir en Division A de l'Euro BS League mais la France parvient même à se qualifier pour la super-finale, pour la première fois depuis 2008, dont elle termine cinquième sur huit nations. Les Bleus participent ensuite aux premiers Jeux méditerranéens de plage et finissent cinquième des huit pays participant.
Dans l'Euro Beach Soccer League 2016, les Bleus se maintiennent de peu. Au début du mois de septembre 2016, les protégés de Stéphane François disputent les qualifications pour la Coupe du monde 2017. Ils finissent premiers de leur poule de première phase. La seconde phase met un terme aux ambitions françaises de qualification, tout de même terminée à la septième place, et scelle l'absence de la France à la Coupe du Monde pour la cinquième édition consécutive.
La saison 2017 débute par l'Euro Beach Soccer League 2017 e la France termine à nouveau neuvième, aux portes de la Super-finale. À la fin du mois de juillet, les Bleus sont invités au Mundialito au Portugal, où ils rencontrent le pays hôte, le Brésil et la Russie, trois défaites.
En 2018 et l'Euro Beach Soccer League, les Bleus débutent bien et frôlent la qualification. La France finit encore à la neuvième position.
La saison 2019 débute avec les qualifications pour la première édition des Jeux mondiaux de plage en Espagne. En quarts-de-finale, les Français sont défaits 10-2 par l'Italie puis terminent à la huitième place après deux nouvelles défaites. En juillet, les Bleus disputent à Moscou les qualifications pour la Coupe du monde 2019. Lors de la première phase de poules, ils terminent deuxième. En quarts de finale, ils sont éliminés par la Biélorussie (4-1), manquant la Coupe du Monde pour la sixième édition consécutive. À l'issue, Stéphane François, sélectionneur depuis 2011, quitte son poste.

### Reconversion comme entraîneur de football

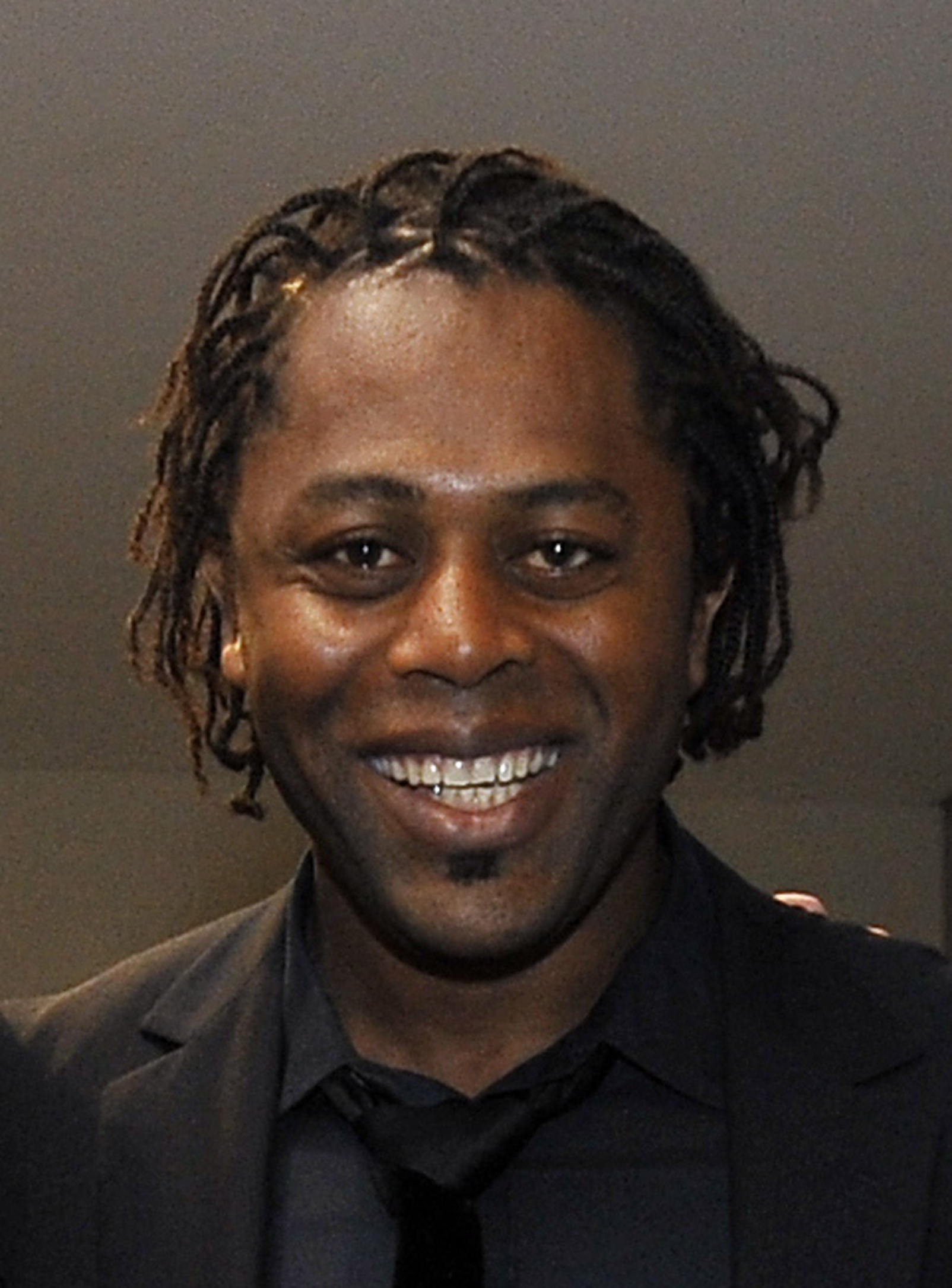
Diomède lui permet d'intégrer le staff des sélections jeunes.

Au fil de sa carrière, Stéphane François devient conseiller technique régional (CTR) à la Ligue Méditerranée, chargé de la formation et des sélections de jeunes, tout en étant sélectionneur de l'équipe de France de beach soccer.
Entre 2016 et 2018, Stéphane François passe le diplôme de formateur de la FFF (BEFF), encadré par Bernard Diomède. Durant ses deux ans de formation, il dirige les équipes de jeunes du Pôle Espoirs d'Aix-en-Provence et effectue un stage de dix jours à l'AS Roma. Puis Diomède lui propose d'intégrer le staff de l'équipe de France U19 en tant que troisième adjoint chargé de l'observation et des séances d'entraînement sur le terrain.
Fin 2018, Sylvain Ripoll, sélectionneur de l'équipe de France espoirs, pense à Stéphane François pour un poste d'observateur des adversaires en vue de l'Euro U21 de 2019. 
Sollicité par l'AS Saint-Étienne et l'AS Roma, qui lui proposent de diriger une équipe de jeunes, Stéphane François prend la tête de l'équipe de U17 évoluant au niveau national de l'Olympique de Marseille à l'été 2019 et quitte son poste de sélectionneur.

## Statistiques en équipe de France
| Édition | Matchs | Buts |
| ------- | ------ | ---- |
| 2005    | 5      | 0    |
| 2006    | 6      | 3    |
| 2007    | 6      | 4    |
| 2008    | 4      | 2    |
| Total   | 21     | 9    |

Stéphane François joue quatre Coupes du monde FIFA,de 2005 à 2008. En vingt-et-un matchs, il inscrit neuf buts.
| Année  | 2005 | 2006 | 2007 | 2008 | 2009 | 2010 | 2011  | 2012 | 2013 | 2014 | 2015 | 2016 | 2017 | 2018 | TT |
| ------ | ---- | ---- | ---- | ---- | ---- | ---- | ----- | ---- | ---- | ---- | ---- | ---- | ---- | ---- | -- |
| Matchs |      |      |      |      |      |      | (183) |      |      | 20   | 16   | 12   | 14   | 9    |    |
| Buts   |      |      |      |      |      |      |       |      |      | 8    | 1    | 1    | 1    | 3    |    |

## Palmarès

### Individuel
- Italie
  - 1er joueur français à jouer en Serie A
  - Trophée du fair-play de Serie A en 2007
  - Meilleur joueur de Serie A en 2013[17]
- Meilleur joueur
  - européen 2005 et 2007
  - du championnat d’Europe 2008
  - au master Nestlé 2009
- Meilleur buteur de l’équipe de France lors de la saison 2010
- Sélectionné en 2007 dans l’Euro ALL star (meilleurs joueurs européens de l’année)
- Sélectionné en 2008 dans la sélection mondiale pour affronter le Mexique

### En équipe de France
- Coupe du monde de beach soccer
  - Champion en 2005
  - 3e en 2006

- Euro Beach Soccer Cup
  - Vice-champion d’Europe en 2007
  - 3e en 2005

### En club
- Coupe d'Europe
  - Finaliste en 2006 et 2007

- Serie A (2)
  - Champion en 2011 et 2012
  - Finaliste en 2008
  - 3e en 2005, 2007 et 2009

- Coupe d'Italie
  - Vainqueur en 2011

- Supercoupe d'Italie (3)
  - Vainqueur en 2011, 2012 et 2013